# جودي مريديث
جودي مريديث (بالإنجليزية: Judi Meredith)‏ هي ممثلة أمريكية، ولدت في 13 أكتوبر 1936 ببورتلاند في الولايات المتحدة، وتوفيت في 30 أبريل 2014 بلاس فيغاس في الولايات المتحدة.

## أعمال

### أفلام
- (1966) ملكة الدم

## وصلات خارجية
- جودي مريديث على موقع IMDb (الإنجليزية)
- جودي مريديث على موقع أول موفي (الإنجليزية)
- جودي مريديث على موقع قاعدة بيانات الفيلم (الإنجليزية)
- جودي مريديث على موقع كينوبويسك (الروسية)